# Carlo Bohländer
Jean Karl "Carlo" Bohländer (Frankfurt am Main, 25 september 1919 - aldaar, 5 juni 2004) was een Duitse jazztrompettist, -pedagoog en gastronoom.

## Biografie
Bohländer studeerde van 1935 tot 1938 klassieke trompet aan het Dr. Hoch'schen Konservatorium in Frankfurt en van 1938 tot 1939 aan de Musikhochschule. In 1938 monsterde hij aan als kolentrimmer op een passagiersschip van de Hamburg-America Line om in New York oorspronkelijke Amerikaanse jazz te horen. In 1941 behoorde hij tot de mede-oprichters van de (niet legale) Frankfurtse Hot Club en speelde hij in diens Hotclub Combo de trompet. Tijdens de Tweede Wereldoorlog vermagerde hij tot een minimum om te worden ontbonden van zijn dienstplicht en om weer te kunnen spelen met zijn combo, waartoe Emil Mangelsdorff, Hans Otto Jung en Horst Lippmann behoorden.
Na het einde van de Tweede Wereldoorlog werkte Bohländer al in 1945 in het Hotclub Sextett en verschillende traditionele combo's, waarbij vanaf 1949 de door Günter Boas geformeerde Two Beat Stompers erbij kwamen. Hij was vanaf 1955 ook met Jutta Hipp en Joki Freund op tournee en speelde in 1956 in de band van Vera Auer en vervolgens met Wolfgang Sauer.
In 1951 richtte hij in Frankfurt het Domicile du Jazz (later Jazzkeller) op, in 1955 de jazzclub Storyville en daarna het jazzlokaal Down by the Riverside. In 1968 nam hij met zijn vrouw Anita Honis het toentertijd Russische folklore-muziekcafé Balalaika over, dat daarna werd omgebouwd tot een internationale muziekbar, waar onder andere ook Muhammad Ali te gast was. Hij leerde jazz aan de Hochschule für Musik Köln (1958-59) en leidde van 1960 tot 1966 samen met Emil Mangelsdorff de jazzcursus aan de Frankfurtse jeugdmuziekschool. Sinds de jaren 1960 trad hij minder op. Hij schreef meerdere boeken en brochures, waaronder Harmonielehre (Jazz), Anatomie des Swing (1986) en was de eerste uitgever van de leerboekenreeks Jazz Studio. Met Karl Heinz Holler is hij ook de auteur van de eerste Duitstalige jazzencyclopedie Reclams Jazzführer, wiens verschillende edities hij tot aan zijn overlijden mede verzorgde.

## Onderscheidingen
In 1991 verleende de stad Frankfurt am Main hem de Johanna-Kirchner-Medaille, in 2003 de Ehrenplakette der Stadt Frankfurt am Main. In 2014 ontstond de documentaire film Carlo: Keep Swinging.

## Overlijden
Carlo Bohländer overleed in juni 2004 op 84-jarige leeftijd. Zijn graf bevindt zich op het Südfriedhof in Frankfurt am Main.